# Хваловиці (Любуське воєводство)
Хваловиці (пол. Chwałowice, нім. Landsberger Holländer) — село в Польщі, у гміні Боґданець Ґожовського повіту Любуського воєводства.
Населення — 315 осіб (2011).

## Демографія
Демографічна структура станом на 31 березня 2011 року:
|          | Загалом | Допрацездатний вік | Працездатний вік | Постпрацездатний вік |
| -------- | ------- | ------------------ | ---------------- | -------------------- |
| Чоловіки | 160     | 45                 | 103              | 12                   |
| Жінки    | 155     | 38                 | 92               | 25                   |
| Разом    | 315     | 83                 | 195              | 37                   |